# Subligaculum

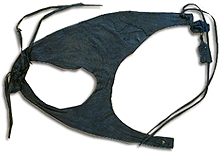
Rekonstruktion eines Subligaculum. Original ca. 43–300, London, Museum of London.

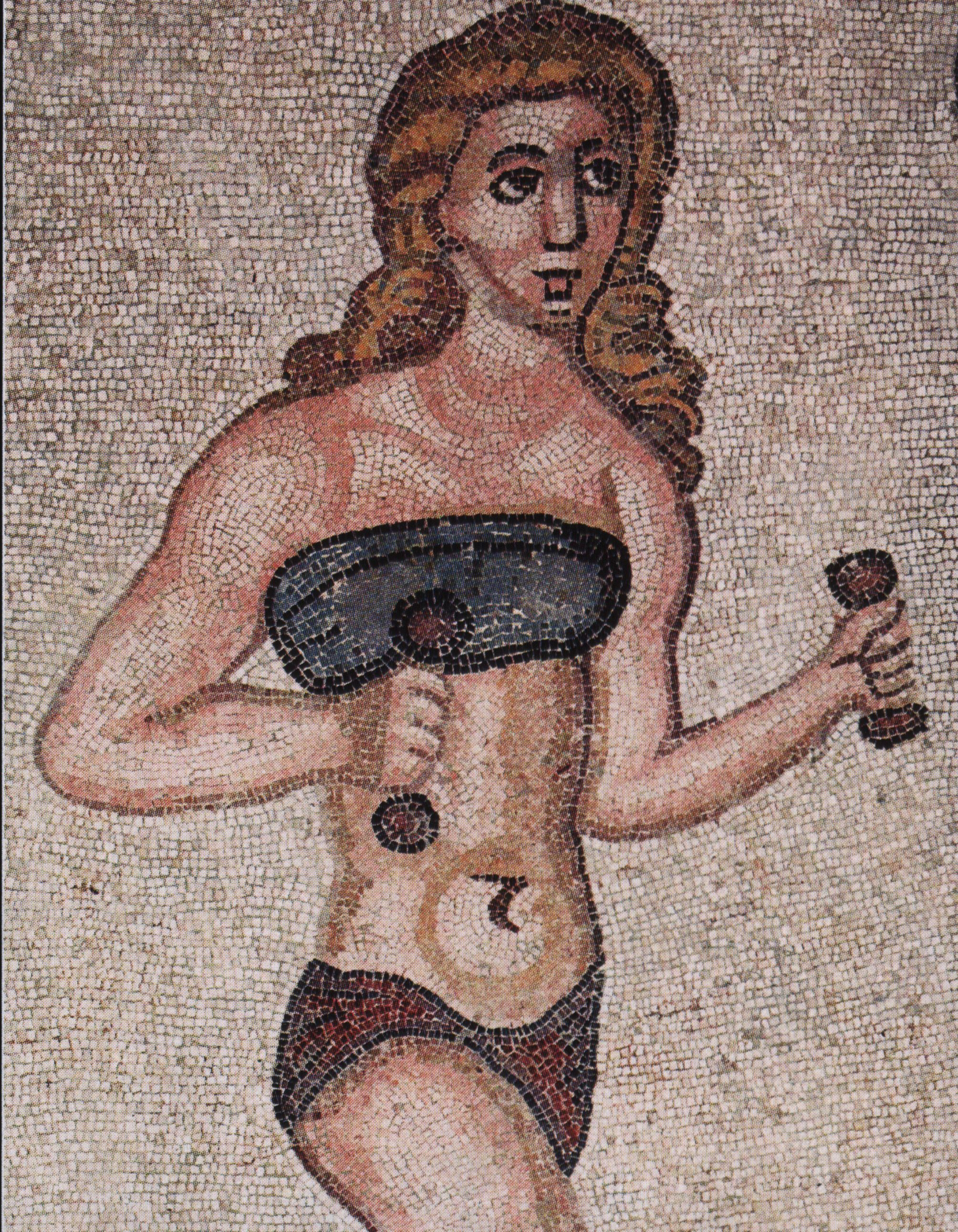
Sportlerin mit fascia pectoralis und Subligaculum auf einem Mosaik in der Villa Romana del Casale.

Das Subligaculum (lat. subligare, „an-/umbinden“) war eine Art Lendenschurz im Römischen Reich.

## Beschreibung
Dieses römische Kleidungsstück war aus Leder und ähnelte von der Form einer modernen Unterhose. Auf einer Seite war das Subligaculum mit Schnüren verschließbar. Es wurde sowohl von Männern als auch von Frauen getragen (bei Frauen parallel zur Fascia pectoralis), über die Häufigkeit herrscht allerdings Unsicherheit. In jedem Fall war es wichtiger Bestandteil der Ausrüstung von Gladiatoren, Sportlern, Schauspielern und Tänzerinnen. Meist war dieser Lendenschurz das einzige Kleidungsstück, das unter der Tunika getragen wurde.
Das Subligaculum unterschied sich durch sein genähtes Hosenbein von anderen Lendenschurzen, die nur ein Tuch waren, das mit einem Gürtel befestigt wurde.